# Anatole glaphyra
Anatole glaphyra är en fjärilsart som beskrevs av John Obadiah Westwood 1851. Anatole glaphyra ingår i släktet Anatole och familjen Riodinidae. Inga underarter finns listade i Catalogue of Life.